# Brest Pokupski
Brest Pokupski je mjesto u Sisačko-moslavačkoj županiji, administrativno u sastavu grada Petrinje, smješteno na lijevoj obali rijeke Kupe, odnosno na glavnoj prometnici iz Petrinje prema Zagrebu.

## Davna povijest
Najstariji povijesni dokument u kojem se mjesto spominje odnosi se na opis agrarnih odnosa na području Stare Petrinje u prvoj polovini 16. stoljeća, a u njemu je navedeno kako su početkom toga stoljeća žitelji vlastelinstava na petrinjskom području morali izvršavati svoje obveze prema Kaptolu, zbog nametnutih feudalnih renti. Od radne rente na petrinjskim posjedima tlaku je davao samo manji broj kmetova – od 1512. kmetovi se dijele na one koji daju tlaku i one koji to ne moraju, a na petrinjskom vlastelinstvu tlaku su davali samo kmetovi iz sela Hahovo i Brest, s tim da su obje skupine morale obrađivati vlastelinske parcele. Kmetovi koji su davali tlaku bili su oslobođeni plaćanja novčanih daća.
Sljedeći povijesni dokument u kojem se mjesto spominje je pozivnica na staleški sabor (zagrebački) "sakrivena" na poleđini pisma literata Ambrozija (Ambrosius litteratus), u obliku sastavka, upućenog banu Petru II. Erdődyju 25. travnja 1558. iz Bresta, u kojem Ambrozije Gregorijanec izvješćuje bana, koji je tu dužnost u to doba obnašao već godinu i pol (od prosinca 1556.), da je po njegovoj zapovijedi, sastavio primjer kako treba ispuniti dekret kojim se proglašava slavonski staleški sabor (u izvorniku congregatio), a radi se zapravo o pozivnici za stalešku skupštinu. Premda se za sazivanje sabora nakon staleškoga "zborovanja" održanoga prethodne godine, zbog umnoženih problema oko krajina – slično također pripremanom zadnjem samostalnom Hrvatskom saboru – pokazuje sve veća potreba, prije odašiljanja pozivnica Gregorijanec predlaže banu još jedno usklađivanje, naime u nazočnosti svojega gospodara, njega samog i Luke, zagrebačkoga kanonika lektora. Priopćuje također da će sljedećega dana skupa s kanonikom doputovati u tvrđavu Zelina kod Erdődyja, te da će se ondje ubrzo prionuti usklađivanju. Tada, naravno, ni sam Gregorijanec nije slutio da će pozivno pismo za slavonsku stalešku skupštinu, koje je sastavio kasnije, postati izvorna varijanta pozivnice za prvi pravi zajednički Hrvatsko-slavonski sabor. Na zajedničku skupštinu, međutim, zbog drugih pripremnih radnji i usklađivanja te zbog zauzetosti bana Erdődyja, na žalost je trebalo još dugo čekati.
Zbog sve jačih prodora turske vojske na čelu s Hasan pašom, hrvatski ban Tomo Erdődy, Petrov sin, je 14. travnja 1592. u Maloj Gorici kod Bresta utvrdio tabor sastavljen od hrvatskih velikaša i njihovih kmetova, kojima su se potom pridružili karlovački i koprivnički zapovjednici sa svojim ratnicima. Oni su pokušali spriječiti izgradnju nove tvrđave u Petrinji i protjerati Turke, ali zbog slabe organiziranosti nisu uspjeli. U srpnju 1592. Hasan paša je ipak osvojio i Brest, odnosno prešao rijeku Kupu porazivši banovu vojsku, nakon čega je više puta pokušao osvojiti i Sisak. Međutim, nakon oslobađanja ovog područja, u srpnju 1594. u hrvatskom taboru kod Bresta okupilo se oko 16.000 ljudi, pristigao je i nadvojvoda Maksimilijan s tisuću konjanika i hrvatske snage su krenule preko Kupe u protunapad. Turci su 10. kolovoza 1594. napustili i zapalili petrinjsku tvrđavu. U rujnu Turci vraćaju izgubljene položaje, ali ponovno dolaze samo do Kupe, odnosno Bresta, a Hrustan beg obnavlja petrinjsku tvrđavu. Naposljetku, kršćanska vojska konačno zauzima Petrinju 24. rujna 1595. godine i petrinjski kraj, zajedno s Brestom, ostaje trajno pod hrvatskom vlašću.
Najstarije pisano djelo o povijesti i nastanku imena sela Bresta je izvorna pripovijest iz 16. stoljeća (opisuje upravo presudnu bitku s Turcima) koju je pod nazivom "Cvijeta Brestovskova ili Krv za krv" napisao Zvonimir Pužar (Tisak i naklada Maksa Brucka, Đakovo, 1905. godine).
Prema arheološkoj baštini (fortifikacije) na području sela su pronađeni ostaci kaštela Brest iz 1580. godine. U Brestu je 1895. godine osnovana pučka škola koja je djelovala nekoliko godina.
Od polovice 18. stoljeća, do gradnje željeznice Zidani Most – Sisak (1862. godine), Kupom do Karlovca prevozila se različita roba (žito, brašno, drvo), što je dovelo do selidbe stanovništva s područja Gline i drugih mjesta na spomenutoj relaciji i njihovo naseljavanje u Brest Pokupski. Dio najstarijih obitelji i sada živi u selu.
U mjestu se govorilo kajkavskim narječjem koje je 12. siječnja 2015. registrirano kao Kajkavski književni jezik.[nedostaje izvor]

### Službeni naziv mjesta
Od svojih početaka u povijesti mjesto se zvalo Brest. Na najstarijim kartama na kojima je mjesto bilo označeno 1780. godine pisao je naziv Brieszt, potom je na nekim kartama oko 1800. godine pisao naziv Breszt, a na kartama iz vremena izmjere Habsburške monarhije nakon 1810. godine koristi se naziv Brest. Međutim, na katastarskoj karti iz 1861. upisan je naziv Brest Pokupski, naziv koji se sve do danas koristi u katastarskim izmjerama (Katastarska općina Brest Pokupski kojoj također pripada mjesto Mala Gorica). Ipak, na kartama koje je izrađivala Jugoslavenska narodna armija (JNA) do 1969. godine za mjesto je korišten naziv Brest Pokupski, a od 1970. na dalje naziv Brest. Službeni naziv Brest Pokupski uveden je donošenjem Zakona o područjima županija, gradova i općina u Republici Hrvatskoj koji je stupio na snagu 30. prosinca 1992. godine.

## Novija povijest
Fiksne telefonske linije u mjesto su uvedene 1986. godine, a telefonska centrala je montirana u podrumu društvenog doma.[nedostaje izvor]
U teškoj društveno-političkoj situaciji na području Petrinje 1990. godine u Brestu su održavani tajni sastanci budućih političkih čelnika iz Petrinje, te je u selu osnovan i neformalni stožer za provođenje izbora za tadašnju petrinjsku Općinsku skupštinu. Na petrinjskom području u to vrijeme postojala je samo stranka SKH-SDP koja je bila u čvrstim rukama Borislava Mikelića. Dana 9. veljače 1990. osnovan je HSLS u Sisku, a prva javna tribina bila je u Brestu na kojoj je govorio i Vlado Gotovac. Podružnica HSLS-a za Petrinju osnovana je 18. veljače 1990. u Brestu, iz razloga što u Petrinji "nije bilo slobodne dvorane" (pokušaj sprječavanja osnutka stranke).
Kako se povijest ponavlja, srpske paravojne formacije koje su iz petrinjske vojarne, nakon osvajanja Petrinje (21. rujna 1991.) krenule u napad prema Sisku i Zagrebu, kao što je to bilo i u borbi s Turcima 400 godina ranije - njihov daljnji prodor zaustavljen je na obali rijeke Kupe, upravo u Brestu Pokupskom, rušenjem mosta i postavljanjem obrane od strane tadašnjeg Zbora narodne garde (ZNG). Tijekom rata mnoge obiteljske kuće su oštećene uslijed granatiranja od 1991. do 1995. godine.[nedostaje izvor]
Brest Pokupski je ponovno teško nastradao u potresu 28. prosinca 2020. godine. Vodoopskrbni cjevovod je proveden kroz Brest i Malu Goricu 2021. godine, a zbog potresa mještani su bili oslobođeni plaćanja troškova priključenja na vodovod. Svi mještani do tada su koristili vodu iz vlastitih bunara.

## Kulturni i vjerski život
Na južnom dijelu sela, prema Petrinji, mjesno je groblje i kapela Svete Barbare. Kapelica je sagrađena 1673. godine, obnovljena je 1929. zbog dotrajalosti drvene građe, u potpunosti je srušena granatiranjem iz okupirane Petrinje 1991. godine, a obnovljena nakon rata (obnova je započeta 1997.). Mjesto je do nedavno pripadalo RKT Župi Mala Gorica, a sada pripada Župi Žažina.
Od spomen-obilježja za stradale iz Domovinskog rata (memorijalna baština) u središtu mjesta se nalazi križ uz glavnu cestu (Petrinja-Zagreb) sa spomen pločom na kojoj su ispisana imena poginulih i nestalih mještana.
U mjestu je sačuvano dvadesetak tradicijskih pokupskih kuća - ruralnih objekata drvene arhitekture, od kojih je Etno kuća Jurinec u gradskome vlasništvu, ali joj je potrebna sanacija, zbog značajnih oštećenja u Domovinskom ratu. Narodna nošnja kao plod tkalačko-vezilačke umjetnosti ovoga kraja, raskošna je pokupska odjeća s dominantnim crvenim motivima, geometrijskih i stiliziranih biljnih oblika, posebice barokiziranih cvjetova. Sastavni su dijelovi nošnje poculica (paculica) i peča, kao ukrasi na glavi udane žene, također stilizirani na tradicijski ruralni način. U selu je duži niz godina postojalo kulturno-umjetničko društvo "Pokupljanka", s tamburaškim sastavom "Brestovljani".
KUD Pokupljanka Brest osnovano je 18. listopada 1979. godine, za predsjednika je izabran Ivo (Ivica) Golub, za tajnicu Branka Šarić, a umjetnički voditelji su bili Karolina Marović i Mirko Grgić. Može se reći da je ovaj KUD slijednik prethodnog društva koje je godinama djelovalo u Brestu pod nazivom „Seljačka sloga”, a počeci organiziranog kulturnog folklornog amaterizma u Brestu sežu u daleke 20-te godine 20. stoljeća.

## Stanovništvo
Gledano kroz povijesni razvoj mjesto je imalo:
- 1948. godine 354 stanovnika, odnosno 107 domaćinstava
- 1971. godine 390 stanovnika i 112 domaćinstava
- 1981. ukupno 381 stanovnik i 120 domaćinstava
- 1991. godine 357 stanovnika, od toga 333 Hrvata (93,3 %), 6 Srba (1,4 %), te 19 ostalih (5,3 %). Među ostale su spadali 9 tadašnjih Jugoslavena, 4 Muslimana, 2 Slovaka, 2 neizjašnjena te po 1 Slovenac i Crnogorac.
- 2001. godine 325 stanovnika, od toga 318 Hrvata[10]
- 2011. godine 279 stanovnika (144 muškarca i 135 žena)
- 2021. godine 292 stanovnika (148 muškaraca i 144 žene), 99 kućanstava

| broj stanovnika | 398   | 374   | 395   | 412   | 452   | 463   | 428   | 396   | 354   | 348   | 394   | 390   | 381   | 357   | 325   | 279   | 292   |
|                 | 1857. | 1869. | 1880. | 1890. | 1900. | 1910. | 1921. | 1931. | 1948. | 1953. | 1961. | 1971. | 1981. | 1991. | 2001. | 2011. | 2021. |

## Mjesni odbor
Nakon izbora za vijeća gradskih četvrti i vijeća mjesnih odbora na području grada Petrinje, održanih 10. lipnja 2007. godine, sastav Mjesnog odbora Brest Pokupski je bio sljedeći: Mirica Zukanović (HDZ), Goran Išek i Mario Maniček (HNS - Liberalni demokrati), Vlado Ostrman i Ivo Golub (HSS).
Od 15. studenoga 2016. do izbora 2019. godine povjerenica za MO Brest Pokupski je bila Mateja Papeš Pereković. Prije nje povjerenik je bio Vlado Ostrman.
Nakon izbora za članove vijeća mjesnih odbora i gradskih četvrti održanih 27.10.2019. (u Petrinji 12 godina nije bilo izbora za vijeća) Mjesni odbor Brest Pokupski je konstituiran 04.02.2020. i izabrani su: Željko Hrnčević (HDZ, predsjednik Vijeća Mjesnog odbora), Željko Meštrović, Darko Hrnčević, Drago Golub i Josip Bezuh.

## Šport
- ŠNK Kupa Brest Pokupski: Nogometni klub Kupa osnovan je 04.08.1974. na inicijativu Mije Kolarića, Janka Kovačevića, Drage Goluba, Ive Goluba, Mirka Grgića, Dragutina (Drage) Kušekovića i Milana Horvatića. Natjecao se u Grupnoj ligi Sisak i Drugoj županijskoj ligi sisačko-moslavačkoj. Kratko je djelovao i tijekom Domovinskog rata.[4]

## Vanjske poveznice
- Službene stranice grada Petrinje
- Turistička zajednica grada Petrinje  Arhivirana inačica izvorne stranice od 20. svibnja 2008. (Wayback Machine)